# Bristol Boxkite
Le Bristol Boxkite, de son nom officiel le biplan Bristol, est un des premiers avions produits au Royaume-Uni. Il est lancé en 1910 par la British and Colonial Aeroplane Company (renommée plus tard Bristol Aeroplane Company). Plusieurs exemplaires sont acquis par le bureau de la Guerre britannique, l'Empire russe et l'Australie. Il est utilisé comme avion d'entraînement avant et pendant la Première Guerre mondiale.

## Conception
En mars 1910 à Londres, George White (1854-1916), homme d'affaires de Bristol, fait venir de France un exemplaire du biplan Zodiac du constructeur Gabriel Voisin ; il songe à en produire des copies mais l'appareil se révèle peu satisfaisant. White envisage alors d'acheter les droits d'un autre avion français, le Farman III. L'ingénieur George Henry Challenger (en), à partir de dessins publiés dans la presse, réalise en quelques semaines dans l'usine de Filton une version modifiée du Farman III en réutilisant des pièces détachées destinées au Zodiac. Le pilote Maurice Edmond réalise un premier vol le 30 juillet 1910 au-dessus de la plaine de Salisbury. Henri Farman intente un procès à White pour copie illicite mais le constructeur britannique peut démontrer qu'il a apporté des améliorations substantielles à l'original et la plainte est retirée.
Le Boxkite est un biplan à revêtement de toile dirigé par des ailerons sur les plans supérieur et inférieur. Le moteur est initialement un Gnome et Rhône de 50 chevaux-vapeur mais d'autres moteurs comme le Grégoire seront utilisés par la suite.

## Diffusion
Plusieurs versions sont produites pour la compétition ou l'usage militaire ; certains sont vendus à la défense britannique et à la Russie. De 1910 à 1914, 78 exemplaires sont produits dans les ateliers de la compagnie à Filton et à Brislington (quartier de Bristol).
En septembre 1910, deux Boxkite sont utilisés pour la première fois lors des grandes manœuvres de l'armée britannique dans la plaine de Salisbury. C'est à cette occasion qu'est fait le premier essai de radiotélégraphie depuis un avion en Grande-Bretagne. Le 14 mars 1911, le gouvernement britannique passe une première commande de quatre appareils destinés à la nouvelle unité des Air Battalion Royal Engineers, noyau de ce qui deviendra le Royal Flying Corps puis la Royal Air Force. Le Royal Naval Air Service, unité aérienne de la Royal Navy créée en 1914, utilise aussi des Boxkite comme avions d'entraînement jusqu'en 1915.

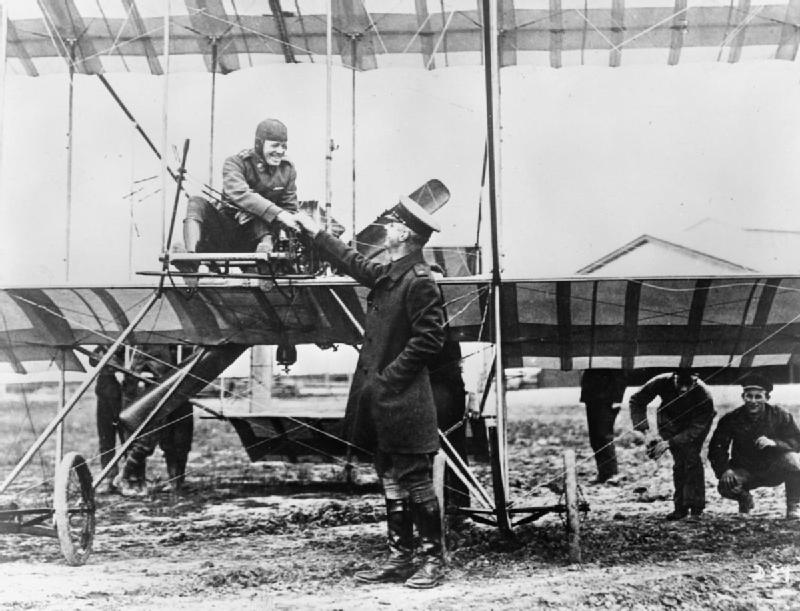
Le lieutenant-colonel Edgar Reynolds, commandant de l'Australian Flying Corps, à Point Cook (Melbourne), félicite le pilote, lieutenant Eric Harrison, aux commandes d'un Bristol Boxkite en 1916.

Deux Boxkite sont embarqués pour l'Australie en novembre 1910 et le pilote néo-zélandais Joseph Hammond fait une série de vols de démonstration au début de 1911. Le Boxkite est le premier avion à avoir transporté des passagers et fait des photographies aériennes en Australie. L'appareil est adopté par la Central Flying School, première école de pilotage militaire en Australie ; le premier vol militaire est effectué le 1er mars 1914 ; le Boxkite est utilisé comme appareil d'entraînement jusqu'en 1917 ou 1918.
En Inde britannique, le Boxkite fait son premier vol à Calcutta le 6 janvier 1911. Il participe aux manœuvres de cavalerie de l'armée de l'Inde dans le Dekkan puis dans le nord avec le capitaine Sefton Brancker (en) comme observateur aérien.
Deux appareils acquis par le Belge Josef Christiaens réalisent le premier vol aérien à Singapour le 16 mars 1911 avant de continuer leur carrière en Afrique du Sud. L'Allemagne et l'Espagne en achètent deux exemplaires chacune, la Roumanie, l'Inde, la Bulgarie et la Suède, un chacune. L'Armée de l'air impériale russe compte aussi parmi les premiers utilisateurs.